# Шеридан, Кирстен
Ки́рстен Ше́ридан (англ. Kirsten Sheridan; 14 июля 1976, Дублин, Ирландия, Великобритания) — ирландская актриса, кинорежиссёр, кинооператор, сценарист, киномонтажёр и кинопродюсер. Часто работает совместно со своим отцом Джимом Шериданом и сестрой Наоми Шеридан. Шеридан — лауреат 32-х различных премий и наград и номинантка на 11. Является номинанткой на «Оскар» (2004) совместно со своим отцом Джимом и сестрой Наоми в номинации «Лучший оригинальный сценарий» за фильм «В Америке» (2002). В настоящее время занимается разработкой экранизации новеллы Марши Мехран «Гранатовый суп».
У Кирстен есть трое детей — дочь Лейла (род.04.10.2002) и сыновья Шеймус (род.12.07.2007) и Фрэнки (род.16.12.2010).

## Избранная фильмография
режиссёр
- 2001 — «Дискосвиньи»/Disco Pigs
- 2007 — «Август Раш»/August Rush

сценарист
2002 — «В Америке»/In America
актриса
| Год  |   | Русское название | Оригинальное название                    | Роль                |
| ---- | - | ---------------- | ---------------------------------------- | ------------------- |
| 1989 | ф | Моя левая нога   | My Left Foot: The Story of Christy Brown | Шэрон               |
| 1997 | ф | Боксёр           | The Boxer                                | девушка с напитками |